# Boeing 787
Dimensions
Le Boeing 787, également connu par son surnom Dreamliner, est un avion long-courrier, produit par la société Boeing depuis 2007. Officiellement lancé le 26 avril 2004 pour une mise en service prévue en mai 2008, il accumule par la suite les retards, pour le premier vol et d'autres étapes importantes. Il effectue finalement son premier vol le 15 décembre 2009, puis est certifié le 26 août 2011. La première livraison du Boeing 787-8, à la compagnie All Nippon Airways (ANA), a lieu le 26 septembre 2011.
L'avion transporte entre 210 et 330 passagers selon les versions et configurations, et est conçu pour être plus économe en carburant que les productions antérieures : d'après les spécifications initiales de Boeing, une consommation inférieure de 20 % à celle d'un Airbus A330 ou d'un Boeing 777 est constatée. En décembre 2019, ANA dispose du plus grand nombre de Boeing 787 dans sa flotte, avec un total de 71 appareils.

## Historique et positionnement
En 1986, Boeing étudiait un 767 plus grand qui serait capable de transporter plus de passagers avec une section transversale et des ailes légèrement plus grandes que celles du 767 initial.
Après être revenu sur une section transversale du 767, en 1988, le projet fut abandonné après rejet des compagnies au profit du 777, mais celui-ci était plus grand.
Entre 1997 et 1998,
Boeing revient sur la planche à dessin pour proposer encore ce 767 de plus grande capacité, qui aura le nom de code « 767ERX », qui comprend un 767-300LRX et 767-400ERX et des nouveaux moteurs qui sont les mêmes que ceux de l'A380 (A3XX) en cours de développement en 2000.
Engine Alliance était un développement conjoint entre General Electric et Pratt & Whitney, en vue de répondre aux nouveaux critères en matière de gamme et de consommation de carburant.

### Première tentative face à l'A380: le Sonic Cruiser
Le projet avorte au début 2001 au profit d'un appareil de même gamme, mais volant 10% plus rapidement que tout autre gros long-courrier : le Sonic Cruiser.
Face à Airbus qui développe alors son très gros porteur A380, Boeing souhaite développer une offre très différente. Dans un premier temps, avant 2001, l'avionneur américain envisage de développer le Sonic Cruiser qui aurait eu une vitesse proche de celle du son (Mach 0,95), soit 10 % plus élevée que celle des avions de ligne « classiques » (Mach 0,85). Cependant, la consommation aurait augmenté dans les mêmes proportions ; la réponse des compagnies n'étant pas positive, le projet est abandonné.

### Seconde tentative: le 787 plus économe, avec un très grand rayon d'action

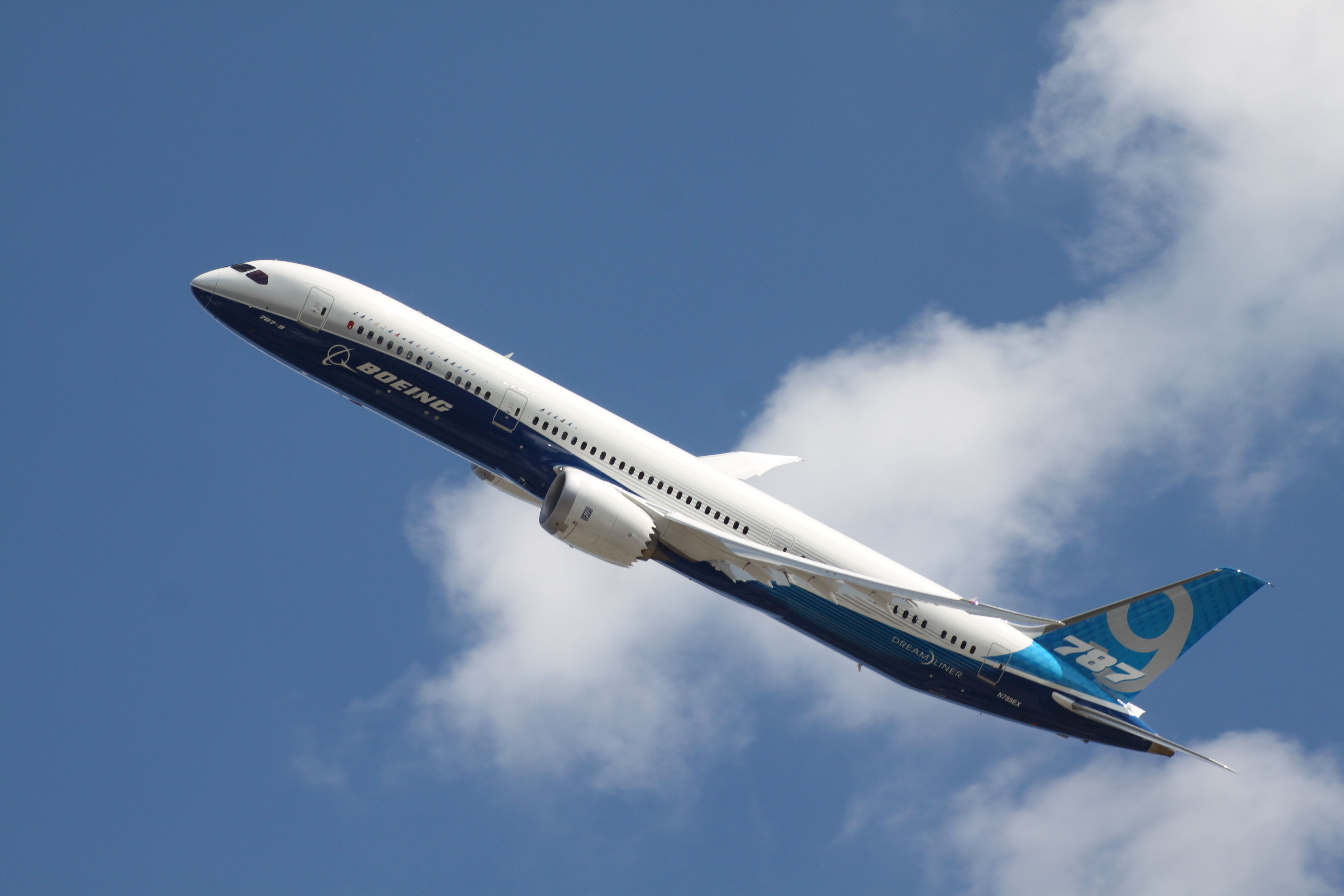
Boeing 787-9 Dreamliner en livrée constructeur.

Boeing souhaite dès lors proposer un avion offrant un rayon d'action nettement plus élevé que les appareils précédents, affirmant que le très gros A380 d'Airbus ne pourrait se vendre en grand nombre. En effet, Boeing table sur le développement des vols « point à point » du fait de la saturation des hubs. Ce nouvel appareil, dénommé dans un premier temps 7E7, devait également permettre une réduction de 10 % de son coût d'exploitation par rapport au Boeing 767, en particulier grâce à une baisse de 20 % de la consommation permise par l'utilisation massive des matériaux composites : leur taux atteint pour la première fois 50 % avec essentiellement du graphite (45 %) et de la fibre de verre (5 %),.

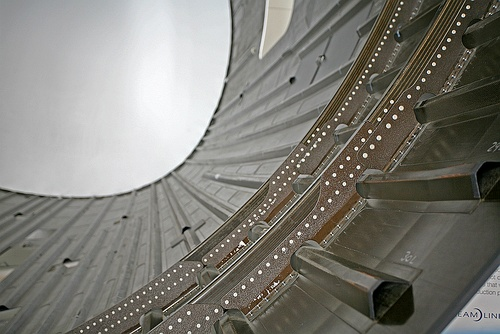
Section de fuselage désassemblé, en matériaux composites, du Boeing 787.

Il est initialement prévu en trois versions : 787-3, 787-8 et 787-9, mais en décembre 2010, faute de commandes, le plus petit modèle (787-3) est annulé. La capacité varie de 210 à 330 places. Une quatrième version allongée, dénommée 787-10, est lancée en 2013. Le prix catalogue en 2014 s'échelonne de 218 à 297 millions de dollars américains. Plusieurs compagnies se déclarent intéressées. Le 26 avril 2004, la société de transport aérien All Nippon Airways devient le premier client en annonçant une commande de 50 appareils pour environ 6 milliards de dollars. L'avion effectue son premier vol commercial au dernier trimestre 2011, après de nombreux reports.

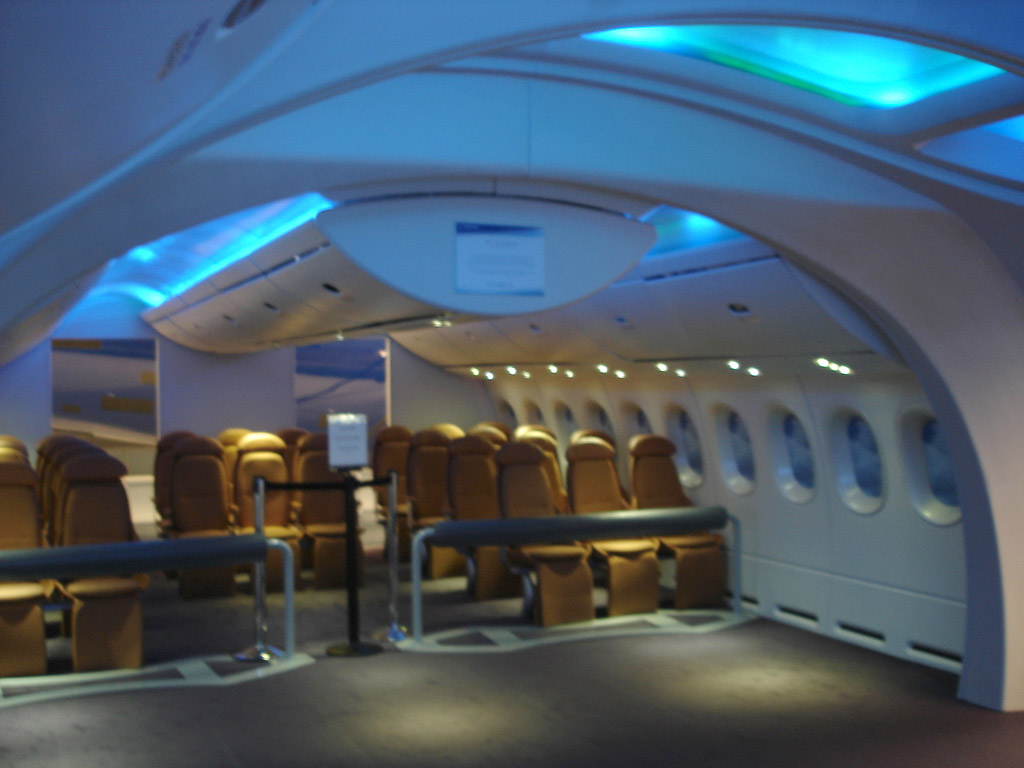
Concept de démonstration d'intérieur du Boeing 787.

En réponse au Boeing 787, Airbus lance en 2004 le développement de l'A350, dont le projet initial est une version allongée et modifiée de l'A330, utilisant les mêmes moteurs, sans faire appel aussi massivement aux matériaux composites. En 2006, Airbus conçoit un avion entièrement nouveau, l'A350 XWB (extra wide body), utilisant des matériaux composites pour les ailes et le fuselage, dans une proportion similaire à celle du Boeing 787. Il est à noter toutefois que le procédé de fabrication du fuselage Carbone (CRFP) du 787 est beaucoup plus audacieux et nouveau du fait de sections construites d'un seul tenant.

### Records de performance depuis la mise en service
Le 25 mars 2018, la compagnie aérienne australienne Qantas effectue le premier vol de l'histoire sans escale entre l'Australie et le Royaume-Uni (de Perth à Londres), un voyage de 14 484 km effectué en plus de 17 heures par un Boeing 787-9 Dreamliner.
Le 15 mars 2020, la compagnie française Air Tahiti Nui bat le record du vol commercial le plus long, jusque-là détenu par Singapore Airlines sur sa ligne entre Singapour et New York exploitée en Airbus A350-900ULR, en reliant Tahiti à Paris sans escale, sur une distance totale de 15 715 kilomètres, parcourue en 15 heures et 45 minutes. Ce vol décroche par la même occasion le titre de vol commercial intérieur le plus long de l'histoire.

## Développement, premier vol et essais en vol

### Motorisation et coopération internationales
Le 6 avril 2004, Boeing annonce qu'il sélectionne deux motorisations, General Electric GEnx et Rolls-Royce Trent 1000. La proposition du motoriste américain Pratt & Whitney est écartée car jugée trop ambitieuse. L'interface permettra de monter les deux propulseurs sans modification.
Pour la conception et la fabrication, Boeing fait appel à des industriels répartis dans une dizaine de pays : les grands groupes japonais et l'italien Finmeccanica (à partir de 2017 Leonardo), alliés fidèles de Boeing, mais aussi des fournisseurs en Australie, au Canada, en Chine, en Corée du Sud, au Royaume-Uni, en Suède et en France. Cette coopération internationale contribue au succès commercial de l'avion, unique dans l'histoire de l'aviation : plusieurs centaines de commandes avant même le premier vol. Si ce taux de sous-traitance avoisinant 80 % est une première, il s'agit aussi d'un grand risque pris par l'avionneur, qui expliquera une bonne partie de l'énorme retard constaté (plus de 2 ans de retard pour le premier vol et plus de 3 ans pour la première livraison).
De nombreux éléments de l'appareil étant assemblés en dehors des États-Unis, Boeing ordonne le développement du Boeing Dreamlifter, un 747 modifié pour transporter des charges aux dimensions hors normes.
Le 23 avril 2016, la Federal Aviation Administration (FAA) demande à Boeing des réparations « urgentes » de certains réacteurs General Electric GEnx, susceptibles de s'éteindre en plein vol.

### Planification et retards

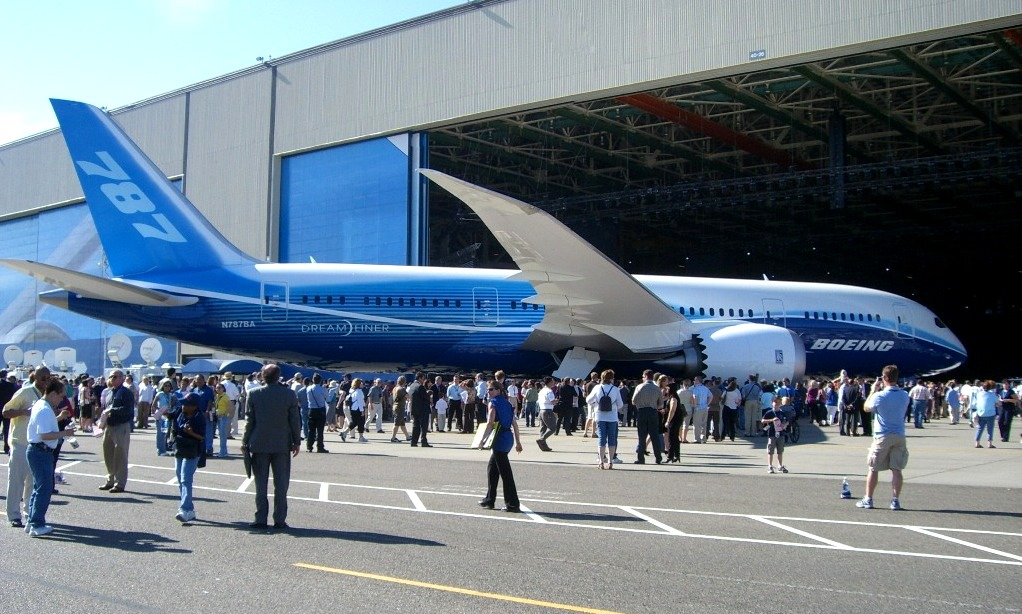
Sortie d'usine le 8 juillet 2007.

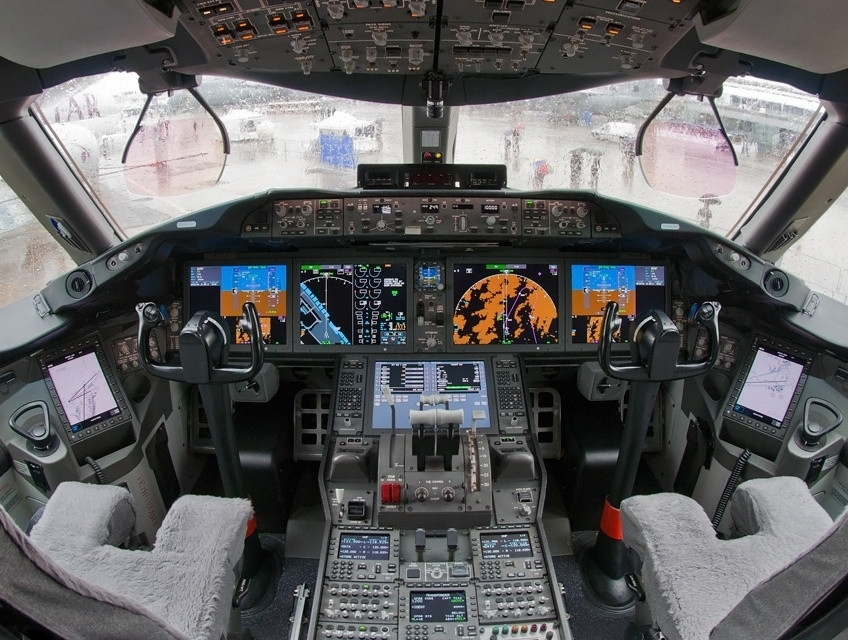
Poste de pilotage du Boeing 787.

Le premier vol devait avoir lieu fin juillet 2007, pour une entrée en service initialement prévue en mai 2008. Le 8 juillet 2007, deux mois après la présentation publique du 787 (écrit 7/8/7 dans le format américain), un premier retard de trois mois est annoncé en raison d'une pénurie de fixations. À cette date, l'appareil présenté est construit avec des fixations temporaires qui ont dû être enlevées par la suite, ainsi que des problèmes de développement logiciels. En octobre 2007, un deuxième retard de trois mois est annoncé, pour les mêmes causes, auxquelles s'ajoutent des difficultés dans l'organisation logistique de la fabrication. Le même mois, le responsable du programme est remplacé. En janvier 2008 survient l'annonce d'un troisième retard de trois mois, avec report des premières livraisons à la compagnie de lancement All Nippon Airways en 2009. En avril 2008, à la suite de problèmes concernant le caisson central (pièce de jonction des ailes avec le fuselage), un quatrième retard est annoncé, reportant la prévision du premier vol au quatrième trimestre 2008 et retardant la première livraison au troisième trimestre 2009.
Boeing annonce dans le courant de la même année l'abandon de la version 3 (787-3) uniquement commandée par les compagnies japonaises All Nippon Airways et Japan Airlines. Début novembre 2008, un cinquième délai est annoncé. Si la raison première invoquée est la grève de septembre et octobre 2008, la découverte d'un défaut sur 3 % des fixations des appareils ou tronçons déjà terminés est la cause d'un nouveau retard. Le 11 décembre 2008, Boeing annonce que le premier vol de l'appareil est reporté au deuxième trimestre 2009 et que sa mise en service se fera au premier trimestre 2010 sans autre précision à cette date. Le 15 juin 2009, durant le salon du Bourget, Boeing annonce que le 787 effectuera son premier vol dans les deux semaines. Pourtant, le 23 juin 2009, un communiqué indique qu'en raison de la nécessité de renforcer une partie de la structure de l’appareil, le premier vol est à nouveau repoussé, un nouveau planning ne devant pas être communiqué avant « plusieurs semaines ». Ce report du 1er vol d'essai est dû à la découverte, lors des tests statiques au sol sur les ailes effectués en mai, que les raidisseurs en composite de l'extrados subissaient un délaminage du fait des compressions créées par la flexion des ailes. Le problème est résolu avec l'installation de ferrures en titane à l'extrémité des raidisseurs du côté du fuselage et de fixations peau-raidisseurs dans l'aile.
Le 5 juillet 2009, des rumeurs font état d'un délai supplémentaire de 18 mois, portant à près de 4 ans le retard total du projet. Il serait question d'ouvrir une nouvelle ligne d'assemblage sur le site de Vought Aircraft Industries à Charleston, en Caroline du Sud. Mi-août 2009, la presse spécialisée fait état d'une lettre adressée par Boeing à Alenia Aeronautica, partenaire italien chargé de réaliser la partie centrale du fuselage, lui demandant de geler provisoirement la production en raison de « rides » dans la structure de ces éléments de fuselage. Le 27 août 2009, l'avionneur américain déclare s'engager à livrer le premier Boeing 787 à ANA, compagnie de lancement, au dernier trimestre 2010 et non pas au premier trimestre. Initialement, ANA aurait dû recevoir son premier appareil en mai 2008. Le programme affiche donc deux ans et demi de retard sur son calendrier initial. La date du premier vol est maintes fois repoussée. Le 28 octobre 2009, Boeing annonce l'ouverture d'une seconde ligne d'assemblage du Boeing 787 à North Charleston, en Caroline du Sud. Le 12 novembre 2009, Boeing annonce que ses ingénieurs renforcent finalement la jonction aile-fuselage qui pose un problème depuis des mois.

### Premier vol

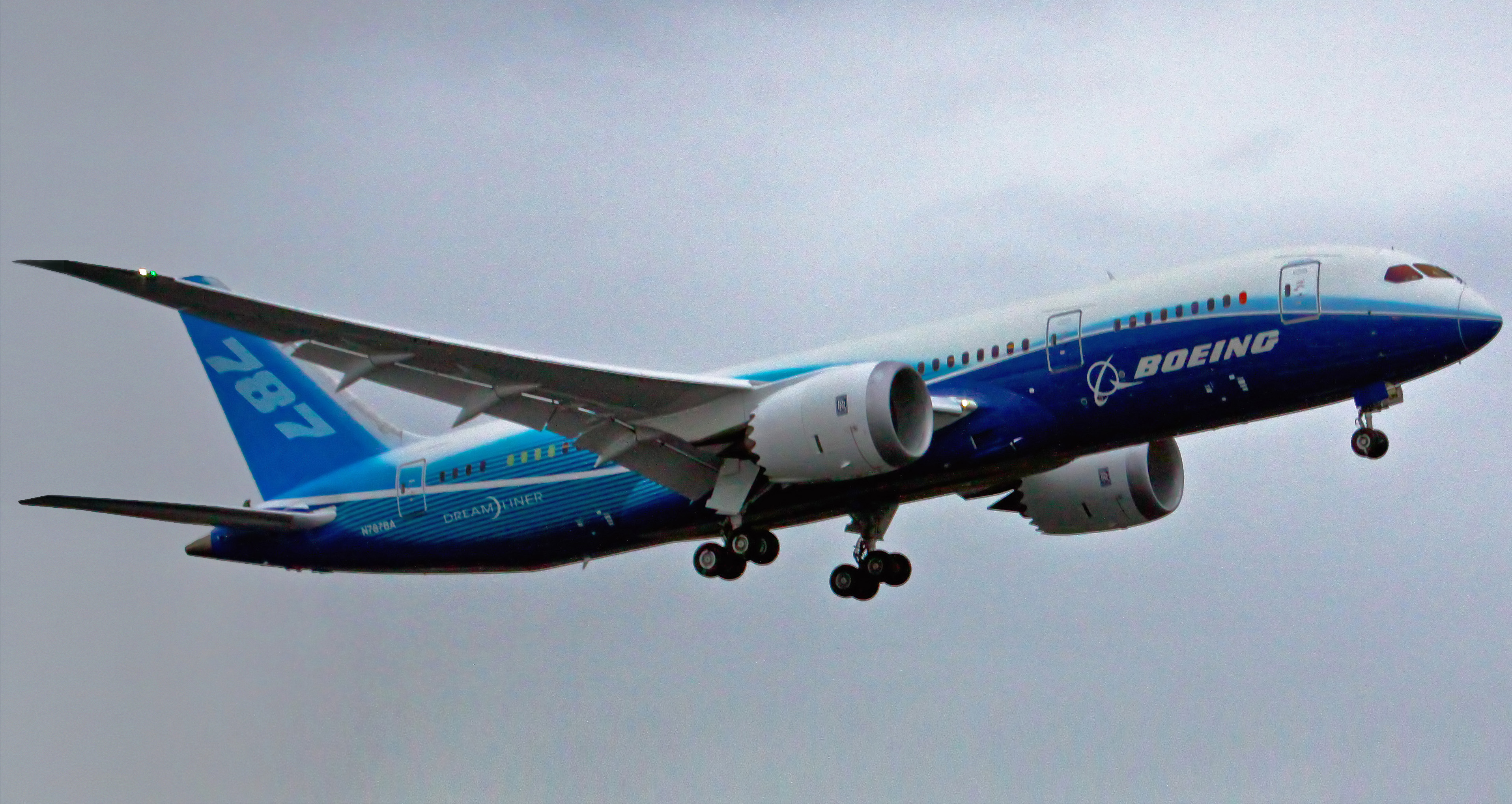
Le Boeing 787 au décollage lors de son premier vol, le 15 décembre 2009 à Everett.

Le premier vol du Boeing 787 a lieu le 15 décembre 2009 à 10 h 27 UTC-8 à Everett depuis Paine Field situé à côté de l'usine Boeing. Après un peu plus de trois heures de vol, il atterrit à 13 h 35 UTC-8 à Boeing Field dans le comté de King.

### Essais en vols et certifications
Le 19 juillet 2010, l'appareil est présenté au salon aéronautique de Farnborough au Royaume-Uni. Le 9 novembre 2010, le Boeing 787 ZA002 atterrit d'urgence au Texas lors d'un vol de routine après que de la fumée a envahi l'arrière de la cabine de pilotage. À la suite de l'incident, Boeing suspend ses vols d'essais jusqu'à nouvel ordre, pour ainsi découvrir la cause de cet incident. Boeing annonce le 17 août 2011 avoir terminé les essais en vol nécessaires à la certification du Boeing 787-8 équipé de moteurs Rolls-Royce Trent 1000. Le dernier vol de la campagne d'essai avec le Rolls-Royce Trent 1000 a lieu le 13 août. Le Boeing 787-8 est certifié par la Federal Aviation Administration (FAA) et l'Agence européenne de la sécurité aérienne (AESA) le 26 août 2011, à l'occasion d'une cérémonie à Everett, dans l'État de Washington.
Le 25 septembre 2011, le premier Dreamliner est livré à ANA, mais bien plus lourd que prévu (9,8 tonnes supplémentaires, soit 9 % de la masse à vide), à la suite du remplacement d'une partie des pièces composites prévues par des pièces métalliques. Cette modification oblige ANA à utiliser l'appareil sur des lignes plus courtes. Boeing prévoyait que les essais du 787-8 équipé de moteurs GE Aviation GEnx seraient finis fin 2011, mais la date est repoussée à début 2012.
Le Boeing 787-9 est certifié le 16 juin 2014 par la FAA et l'AESA, après un premier vol le 17 septembre 2013. Le premier Boeing 787-9 Dreamliner est livré le 9 juillet 2014 à Air New Zealand, avec une livrée « All Black » pour l'occasion. Le premier vol commercial prend place entre Auckland et Sydney, le 9 août 2014. Le 22 janvier 2018, le Boeing 787-10 est certifié par la FAA, événement suivi d'une certification de l'AESA le 28 février suivant, après un premier vol le 31 mars 2017. Le 25 mars 2018, le premier appareil destiné au service commercial est remis à Singapore Airlines, avec un premier vol en direction de Perth, en Australie.
Depuis la sortie du dernier 787 de l'usine d'Everett le 27 février 2021, la production a lieu à North Charleston en Caroline du Sud.
À la suite de la découverte de problèmes structurels, la livraison est stoppée entre mai 2021 et août 2022.

### Surcoûts de développement et risque de pertes du programme
Les innovations nombreuses ainsi que les difficultés liées à une externalisation massive et les probables pénalités de retard mènent à une augmentation des coûts à 32 milliards de dollars, alors que l'externalisation devait réduire les coûts à 5 ou 6 milliards par report du risque et de l'investissement aux sous-traitants. Boeing souhaite frapper un grand coup commercial et les réductions offertes aux premiers clients seront importantes, de l'ordre de 38 %, ce qui permettra effectivement un succès commercial sans précédent (840 commandes avant le premier vol), mais repoussera aussi le « point mort ».
De plus, en raison de leur masse supplémentaire (estimée à six tonnes), le constructeur va vendre ses MSN (numéro de série du fabricant) 10 à 22, refusés par les premiers clients, à moitié prix, après leur long stockage.

## Caractéristiques techniques

Comparaison du Boeing 787-8 (en noir) avec un Boeing 777-300 (rose), un Boeing 767-300 (bleu clair) et un Boeing 737-800 (vert).

Composition matérielle en pourcentage par masse :
- 50 % composite ;
- 20 % aluminium ;
- 15 % titane ;
- 10 % acier et 5 % autres[31].

Le tableau ci-dessous fait apparaître les différentes versions par rapport au principal avion qu'il remplace (Boeing 767) :
Les nouveautés propres à cet avion ne s'arrêtent pas à l'utilisation massive des matériaux composites. En effet, tous les systèmes sont repensés afin de réduire la consommation. La production d’énergie électrique occupe une part très importante dans l'avion. Les réchauffeurs extérieurs (pour empêcher la formation de givre) ainsi que le chauffage et la pressurisation sont entièrement électriques. Tous les autres avions de cette catégorie utilisent de l'air chaud et comprimé (bleed air) prélevé sur les moteurs. L'ensemble des génératrices à bord peut produire 1 450 kVA.
Par ailleurs, le Boeing 787 offre une pressurisation plus supportable, équivalente à une altitude de 1 800 mètres contre 2 400 mètres en moyenne en 2011 sur les autres types d'avions comparables, ce qui permet de réduire les maux de têtes, les vertiges et la fatigue. Les hublots sont également d'une taille plus importante, 67 % plus grande que la taille standard. Les volets des hublots sont supprimés. Une commande permet au passager d'assombrir un verre électrochrome. Il est censé polluer moins du fait de sa consommation plus faible ; il devrait réduire de 20 % ses émissions de CO2 et de 30 % celles d'oxyde d'azote (NOx) tout en faisant 60 % moins de bruit (trace sonore) que les avions de la génération précédente.
La voilure du Boeing 787 Dreamliner est conçue d'après les observations réalisées sur les ailes des grands rapaces. L'avion se passe ainsi d'ailettes de bout d'aile proéminentes afin de proposer une aile dont l'extrémité est recourbée vers l'arrière, se posant ainsi à contre-courant du mouvement de généralisation des ailettes de bout d'aile sur les appareils contemporains. Les concepteurs de l'Airbus A350 XWB, son principal rival, ont en effet retenu l'utilisation d'ailettes de bout d'aile.

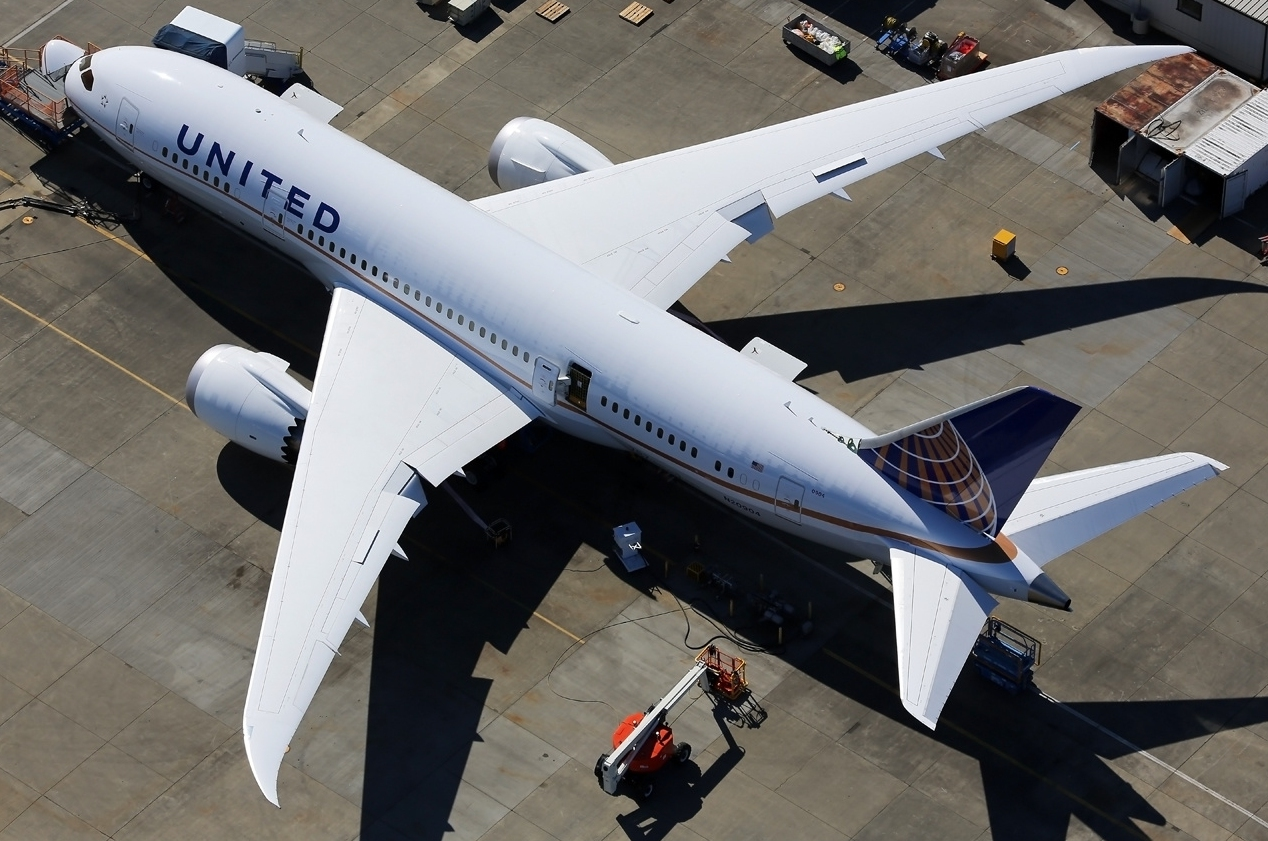
Voilure d'un Boeing 787.
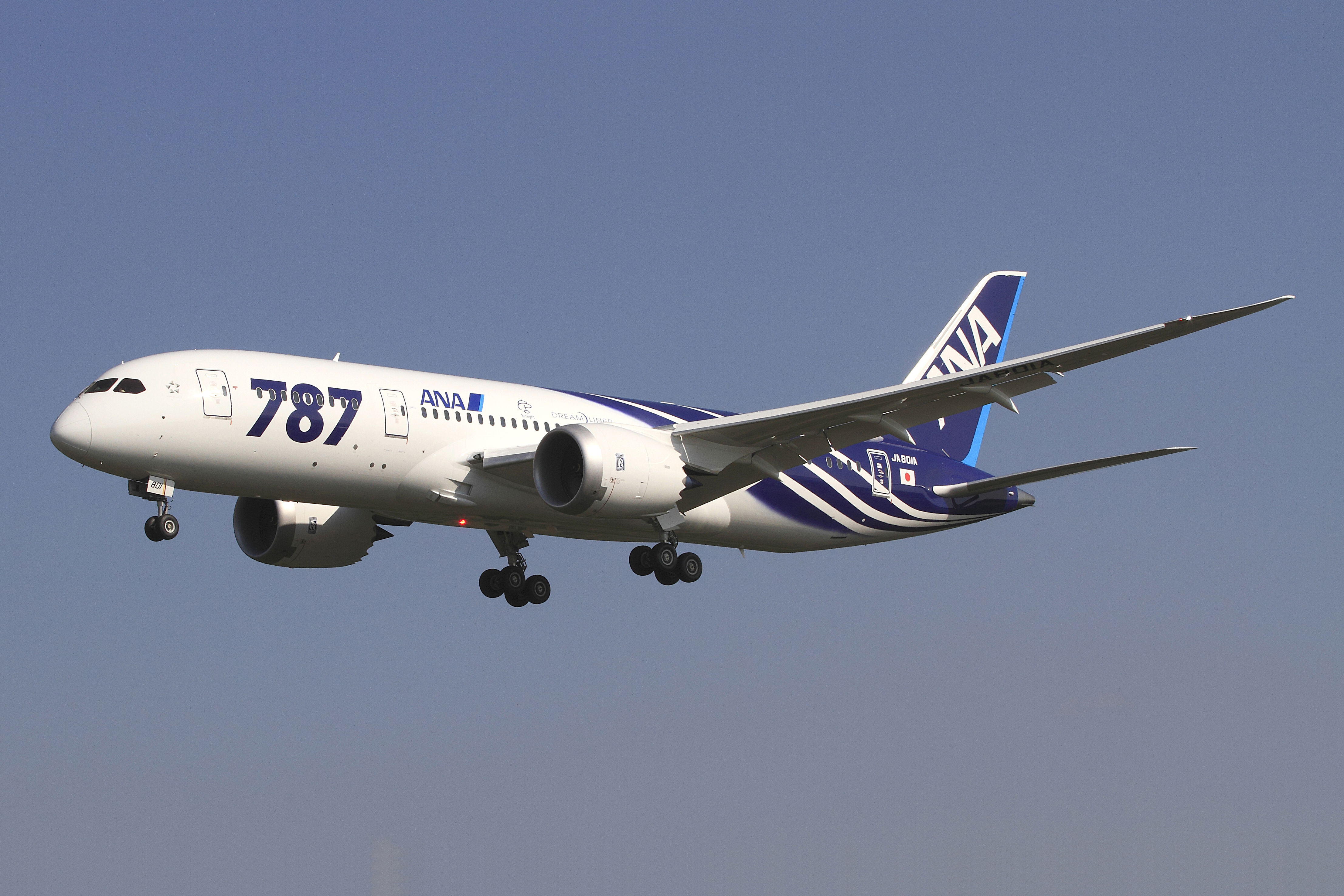
Aile recourbée du Boeing 787.
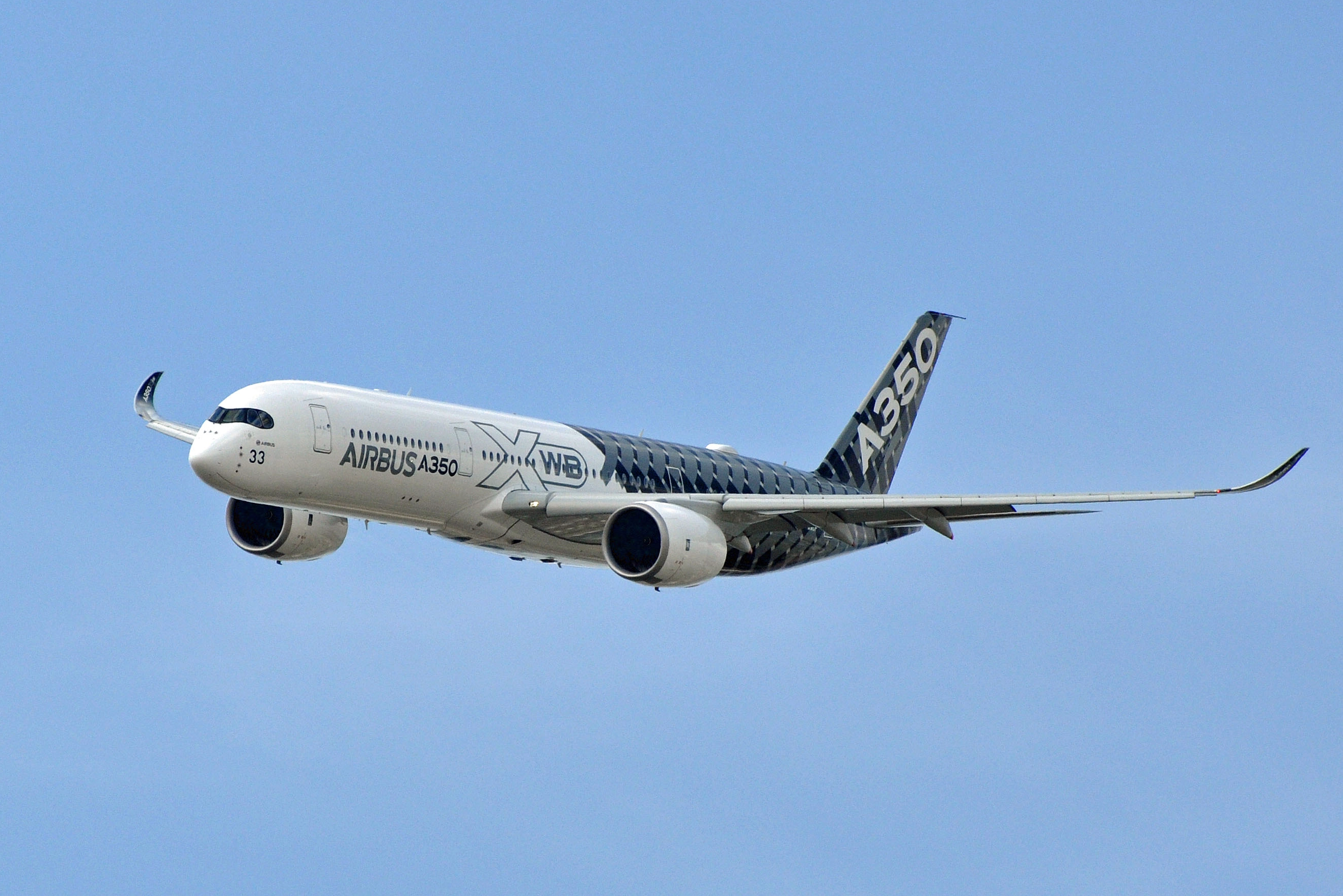
Sharklets de l'Airbus A350 XWB.

Le 787 détient en 2020 le record de vitesse enregistré sur le site groundspeedrecords.com à 731 nœuds, soit 1 354 km/h, établi par un Boeing 787-9 d'American Airlines le 14 mars 2019. Il s'agit d'une vitesse sol atteinte grâce à un puissant courant d'altitude en vent arrière, le 787 étant limité par rapport à l'air qui l'entoure à 0,85 fois la vitesse du son (1 234 km/h). Ainsi, le 18 février 2019, le courant d'altitude qui permet à un Boeing 787 de la Virgin Atlantic de voler à 1 289 km/h au-dessus de la Pennsylvanie est de plus de 320 m/s.

## Utilisateurs et commandes

### Opérateurs

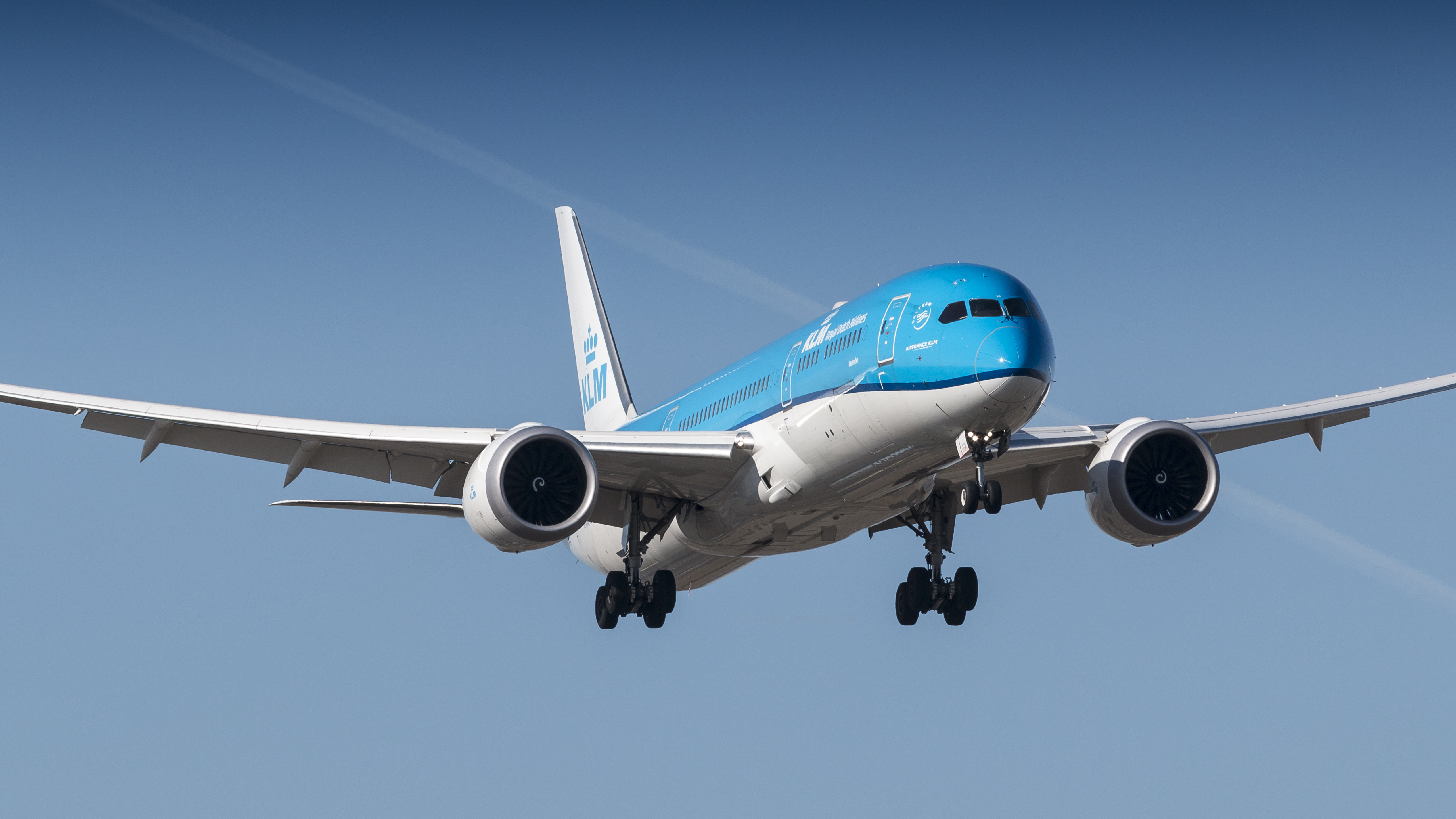
Boeing 787-9 Dreamliner de KLM Royal Dutch Airlines.

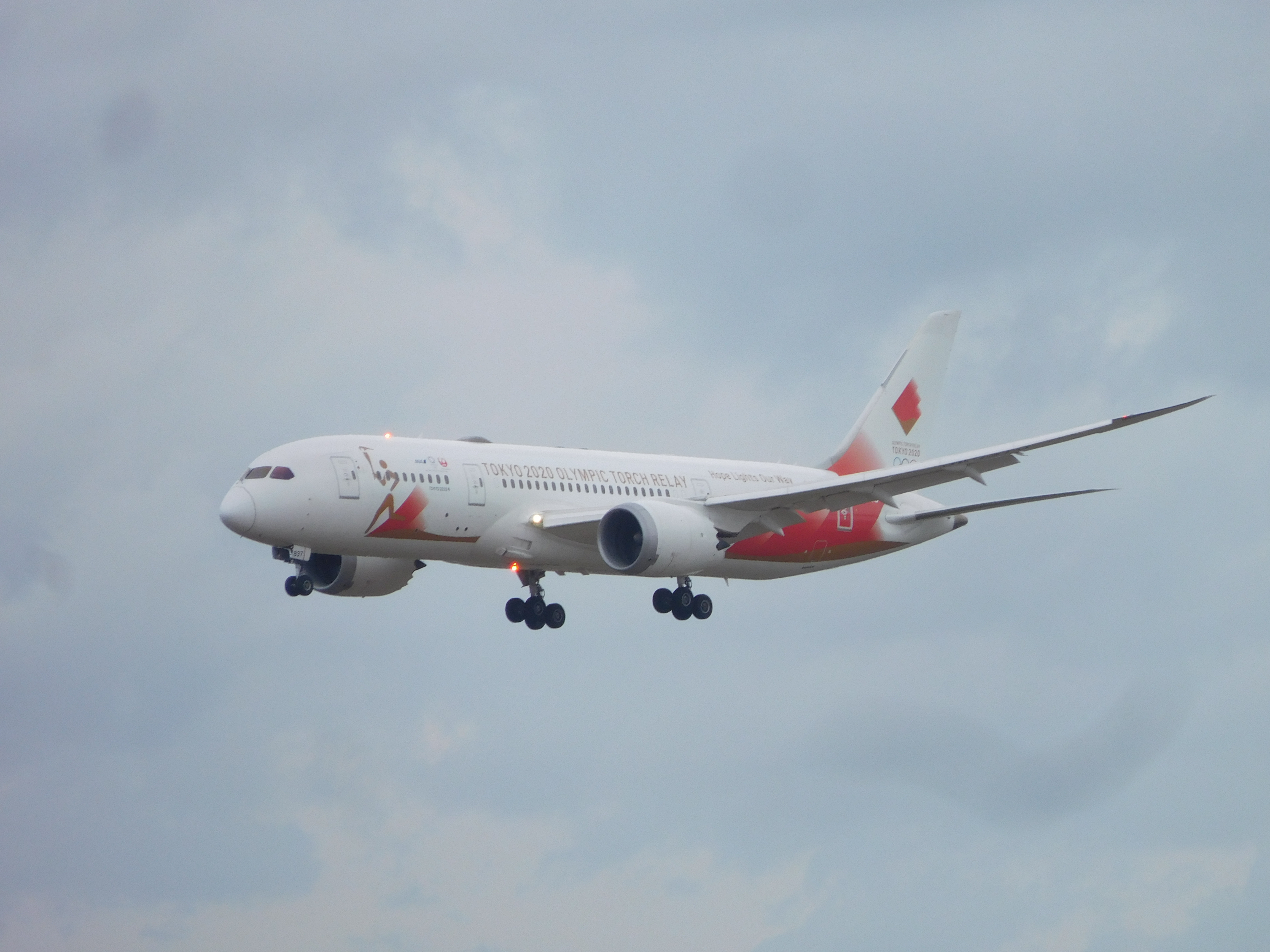
Avion de transport de la flamme olympique en vue des Jeux olympiques d'été de 2020.

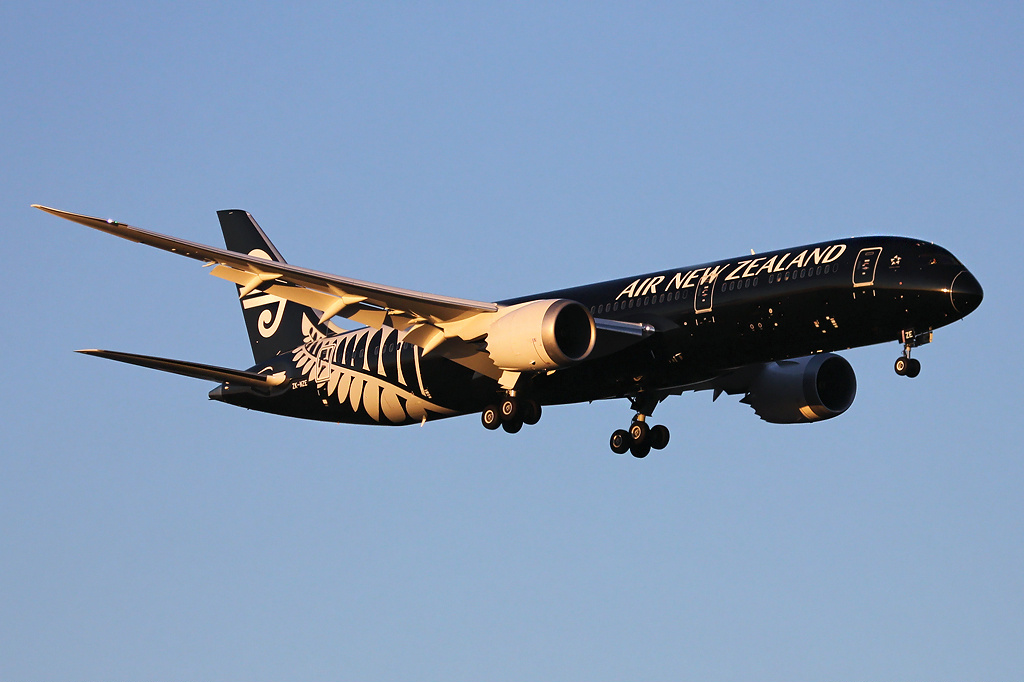
Le premier Boeing 787-9 Dreamliner d'Air New Zealand en livrée All Black.

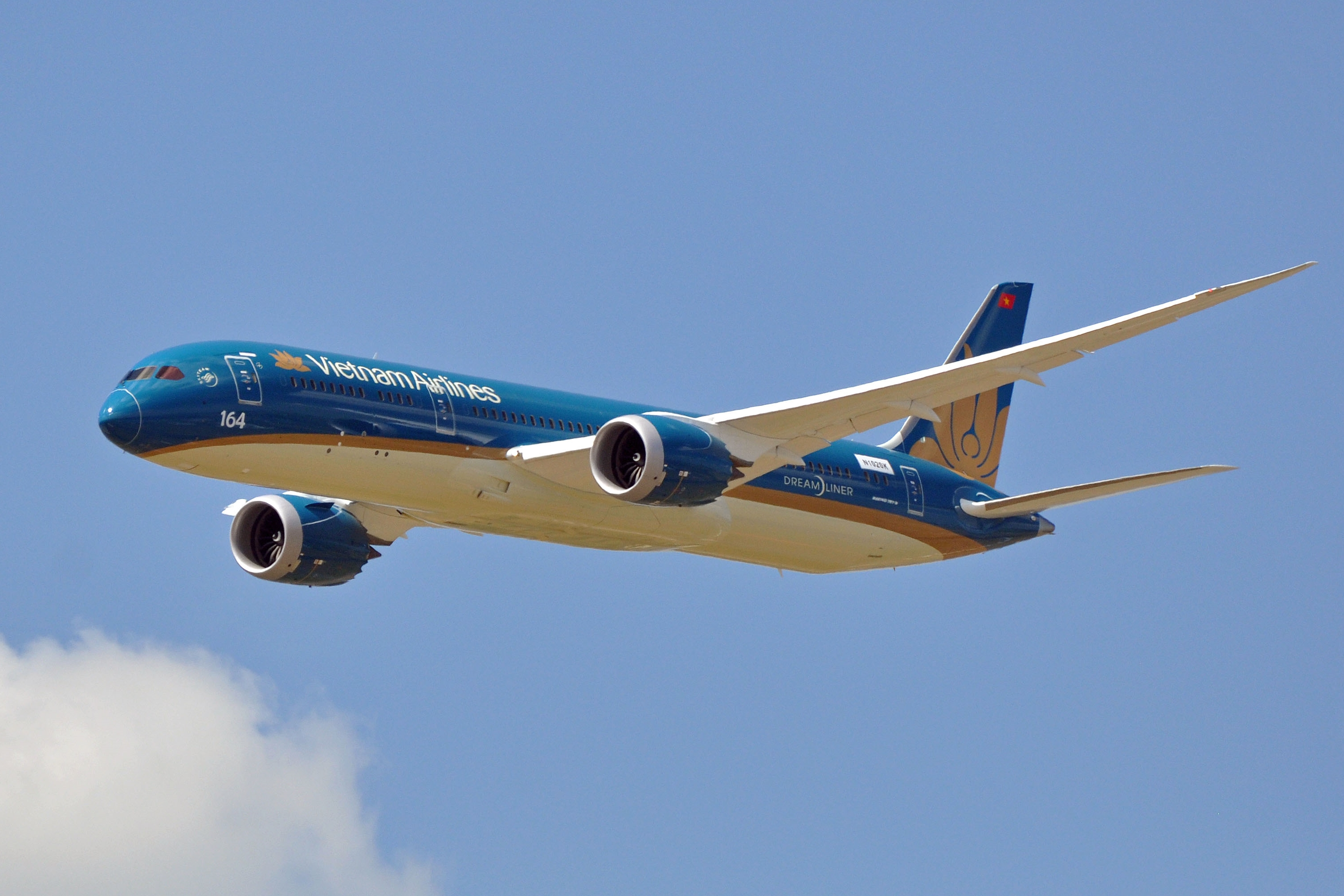
Boeing 787-9 de Vietnam Airlines.

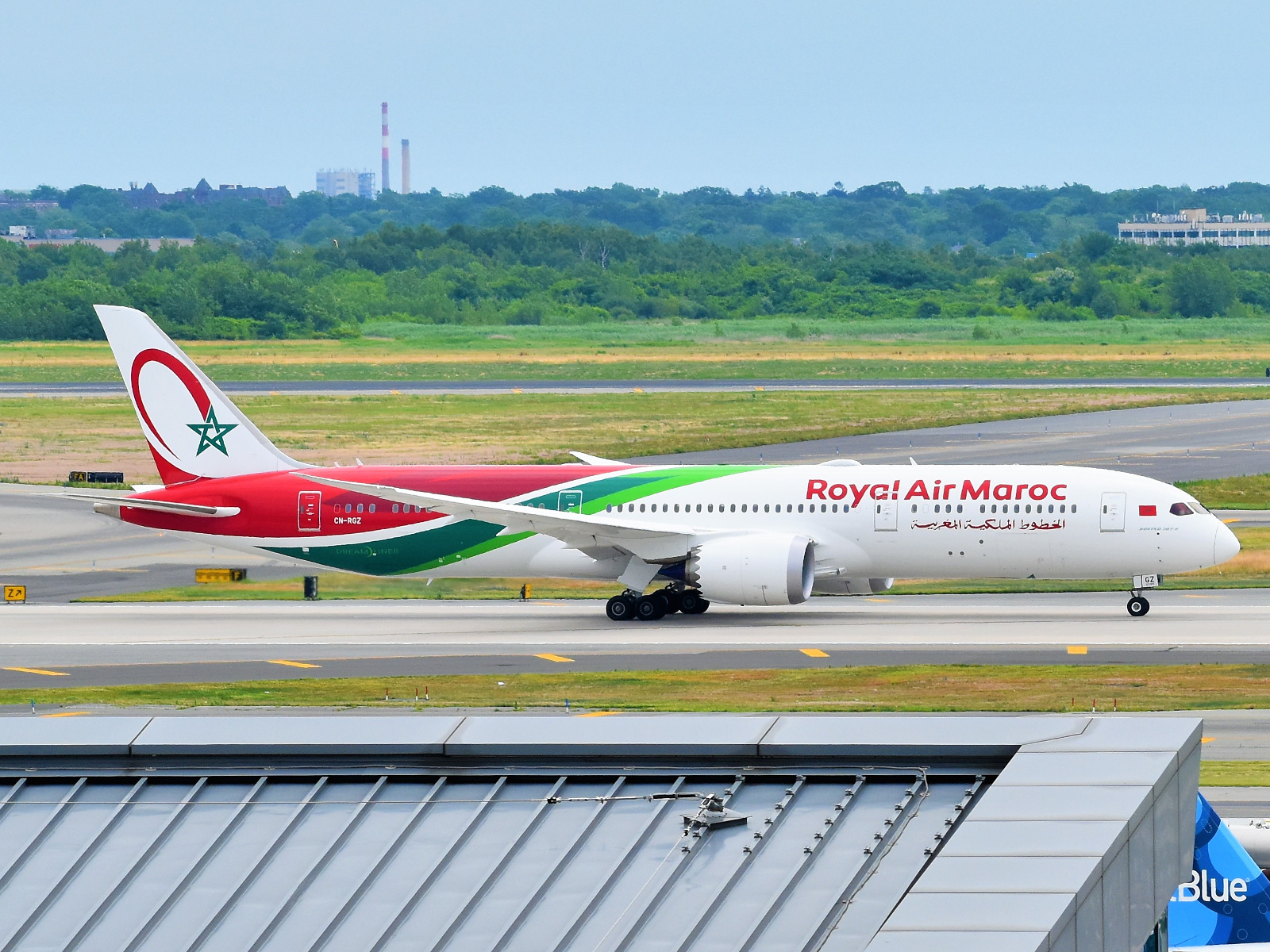
Boeing 787-9 de Royal Air Maroc.

Les premiers clients du Dreamliner sont ANA, puis JAL et Ethiopian Airlines.
Au 8 avril 2020, le 787 est utilisé par :
| Compagnies                | Livraisons | Livraisons | Livraisons | Livraisons           | Commandes | Commandes | Commandes | Commandes           |
| ------------------------- | ---------- | ---------- | ---------- | -------------------- | --------- | --------- | --------- | ------------------- |
| Compagnies                | 787-8      | 787-9      | 787-10     | Total des livraisons | 787-8     | 787-9     | 787-10    | Total des commandes |
| Aeroméxico                | 9          | 5          | —          | 14                   | —         | 3         | —         | 3                   |
| Air Astana                | —          | —          | —          | —                    |           | 3         | —         | 3                   |
| Air Austral               | 2          | —          | —          | 2                    | —         | —         | —         | —                   |
| Air Canada                | 8          | 30         | —          | 38                   | —         | —         | 18        | 18                  |
| Air China                 | —          | 14         | —          | 14                   | —         | 1         | —         | 1                   |
| Air Europa                | 8          | 6          | —          | 14                   | —         | 8         | —         | 8                   |
| Air France                | —          | 10         | —          | 10                   | —         | —         | —         | —                   |
| Air India                 | 28         | 6          | —          | 36                   | 10        | 30        | —         | 40                  |
| Air New Zealand           | —          | 14         | —          | 14                   | —         | —         | 8         | 8                   |
| Air Premia                | –          | 1          | –          | 1                    | –         | 4         | –         | 4                   |
| Air Tahiti Nui            | —          | 4          | —          | 4                    | —         | —         | —         | —                   |
| Air Tanzania              | 2          | —          | —          | 2                    | 1         | —         | —         | 1                   |
| All Nippon Airways        | 36         | 33         | 2          | 71                   | —         | 11        | 1         | 12                  |
| American Airlines         | 20         | 22         | —          | 42                   | 22        | 25        | —         | 47                  |
| Arik Air                  | —          | —          | —          | —                    | —         | 9         | —         | 9                   |
| Avianca                   | 12         | —          | —          | 12                   | —         | 3         | —         | 3                   |
| Azerbaijan Airlines       | 2          | —          | —          | 2                    | 5         | —         | —         | 5                   |
| Bamboo Airways            | —          | 3          | —          | 3                    | —         | 28        | —         | 28                  |
| Biman Bangladesh Airlines | 4          | 2          | —          | 6                    | —         | —         | —         | —                   |
| British Airways           | 12         | 18         | —          | 30                   | —         | —         | 12        | 12                  |
| China Eastern Airlines    | —          | 3          | —          | 3                    | —         | 12        | —         | 12                  |
| China Southern Airlines   | 10         | 5          | —          | 25                   | —         | —         | —         | —                   |
| EgyptAir                  | —          | 6          | —          | 6                    | —         | 2         | —         | 2                   |
| El Al                     | 3          | 12         | —          | 15                   | —         | 1         | —         | 1                   |
| Emirates                  | —          | —          | —          | —                    | —         | 30        | —         | 30                  |
| Ethiopian Airlines        | 19         | 5          | —          | 24                   | —         | 5         | —         | 5                   |
| Etihad                    | —          | 30         | 8          | 38                   | —         | 12        | 22        | 34                  |
| Eva Air                   | —          | 4          | 4          | 8                    | —         | —         | 20        | 20                  |
| Flydubai                  | —          | —          | —          | —                    | —         | 30        | —         | 30                  |
| Garuda Indonesia          | —          | —          | —          | —                    | —         | 25        | —         | 25                  |
| Gulf Air                  | —          | 7          | —          | 7                    | —         | 3         | —         | 3                   |
| Hainan Airlines           | 10         | 30         | —          | 40                   | —         | 8         | —         | 8                   |
| Hawaiian Airlines         | —          | 4          | —          | 4                    | —         | 6         | —         | 6                   |
| Iraqi Airways             | 2          | —          | —          | 2                    | 8         | 2         | —         | 10                  |
| Japan Airlines            | 27         | 18         | —          | 45                   | 2         | 2         | —         | 4                   |
| Juneyao Airlines          | —          | 1          | —          | 1                    | —         | 4         | —         | 4                   |
| Kenya Airways             | —          | 7          | —          | 7                    | —         | —         | —         | —                   |
| KLM                       | —          | 13         | 5          | 18                   | —         | —         | 10        | 10                  |
| Korean Air                | —          | 10         | 3          | 13                   | —         | 20        | 30        | 50                  |
| \| LATAM                  | 10         | 9          | —          | 19                   | —         | 7         | —         | 7                   |
| LOT Polish Airlines       | 8          | 6          | —          | 14                   | —         | 1         | —         | 1                   |
| Lufthansa                 | —          | 8          | —          | 8                    | —         | 29        | —         | 29                  |
| MIAT Mongolian Airlines   | —          | 2          | —          | 2                    | —         | —         | —         | —                   |
| Norse Atlantic Airways    | —          | 12         | —          | 12                   | 3         | —         | —         | 3                   |
| Okay Airways              | —          | —          | —          | —                    | —         | 5         | —         | 5                   |
| Oman Air                  | 2          | 7          | —          | 9                    | —         | 6         | —         | 6                   |
| Qantas                    | —          | 11         | —          | 11                   | —         | 3         | —         | 3                   |
| Qatar Airways             | 30         | 7          | —          | 37                   | —         | 23        | 45        | 68                  |
| Royal Air Maroc           | 5          | 5          | —          | 10                   | —         | 1         | —         | 1                   |
| Riyad Air                 | __         | __         | __         | __                   | __        | 72        | __        | 72                  |
| Royal Brunei Airlines     | 4          | —          | —          | 4                    | 1         | —         | —         | 1                   |
| Royal Jordanian Airlines  | 7          | —          | —          | 7                    | —         | —         | —         | —                   |
| Ruili Airlines            | —          | —          | —          | —                    | —         | 6         | —         | 6                   |
| Saudia                    | —          | 13         | 5          | 18                   | —         | 20        | 19        | 39                  |
| Scoot                     | 10         | 10         | —          | 20                   | 5         | 5         | —         | 10                  |
| Shanghai Airlines         | —          | 7          | —          | 7                    | —         | —         | —         | —                   |
| Singapore Airlines        | —          | —          | 15         | 15                   | —         | —         | 32        | 32                  |
| Thai Airways              | 6          | 3          | —          | 9                    | —         | 46        | 10        | 56                  |
| Tui Fly                   | 12         | —          | —          | 12                   | —         | —         | —         | —                   |
| TUI Fly Nederlands        | 3          | —          | —          | 3                    | —         | —         | —         | —                   |
| Tui Fly Belgium           | 5          | —          | —          | 5                    | —         | —         | —         | —                   |
| Turkish Airlines          | —          | 9          | —          | 9                    | —         | 21        | —         | 21                  |
| United Airlines           | 12         | 25         | 11         | 48                   | —         | 13        | 3         | 16                  |
| Uzbekistan Airways        | 6          | —          | —          | 6                    | 3         | —         | —         | 3                   |
| Vietnam Airlines          | —          | 11         | 2          | 13                   | —         | 4         | 6         | 10                  |
| Vistara                   | —          | 2          | —          | 2                    | —         | —         | —         | —                   |
| WestJet                   | —          | 3          | —          | 3                    | —         | 10        | —         | 10                  |
| Xiamen Airlines           | 6          | 6          | —          | 12                   | —         | —         | —         | —                   |
| ZIPAIR Tokyo              | 2          | —          | —          | 2                    | —         | —         | —         | —                   |
| Total                     | 334        | 459        | 47         | 850                  | 53        | 261       | 114       | 500                 |

### Commandes et livraisons
Le nouveau Boeing 787 est un succès commercial avant les incidents des années 2020, il revendiquait :
- à la fin 2005, 291 commandes fermes et 88 intentions d’achats de 27 compagnies ;
- au 7 avril 2006, 388 Boeing 787 auraient été commandés par 28 clients différents ;
- au 25 août 2007, le 787 a été commandé à 684 exemplaires par 45 clients ;
- au 10 avril 2008, 892 commandes ;
- janvier et février 2009, 32 annulations (15 par la compagnie russe S7, 16 par la compagnie LCAL (Dubaï), une par Azerbaijan Airlines) ;
- au 16 novembre 2009, 840 commandes[36] ;
- au 31 octobre 2011, 821 commandes[37].

|                                |
| Données de Boeing, avril 2020, |

| Année      | 2004 | 2005 | 2006 | 2007 | 2008 | 2009 | 2010 | 2011 | 2012 | 2013 | 2014 | 2015 | 2016 | 2017 | 2018 | 2019 | 2020 | Total |
| ---------- | ---- | ---- | ---- | ---- | ---- | ---- | ---- | ---- | ---- | ---- | ---- | ---- | ---- | ---- | ---- | ---- | ---- | ----- |
| Commandes  | 52   | 179  | 99   | 236  | 58   | 20   | 25   | 45   | 38   | 177  | 41   | 91   | 80   | 98   | 130  | 112  | 29   | 1 510 |
| Livraisons | 0    | 0    | 0    | 0    | 0    | 0    | 0    | 3    | 46   | 65   | 114  | 135  | 137  | 136  | 145  | 158  | 33   | 972   |

Données de Boeing, avril 2020,

### Classement par version
| Séries de modèle | Commandes | Livraisons | Commandes non livrées |
| ---------------- | --------- | ---------- | --------------------- |
| 787-8            | 422       | 373        | 49                    |
| 787-9            | 877       | 540        | 337                   |
| 787-10           | 211       | 55         | 156                   |
| Total            | 1510      | 968        | 542                   |

Données de Boeing, mars 2020.

## Partenariats
Comme signalé plus haut, une des caractéristiques du programme 787 a été une externalisation massive.
| Partenaires                              | Élément                                                                                      |
| ---------------------------------------- | -------------------------------------------------------------------------------------------- |
| Dassault Systèmes                        | Logiciel de conception                                                                       |
| Metrologic Group                         | Logiciel de métrologie                                                                       |
| ZAE - Zodiac Aerospace                   | Cœurs électriques, distribution primaire et secondaire                                       |
| Labinal                                  | Câblage réseau électrique et fibres optiques                                                 |
| Latécoère                                | Portes passagers                                                                             |
| Safran Landing Systems (Messier-Bugatti) | Système de freinage électrique                                                               |
| Safran Landing Systems (Messier-Dowty)   | Train d’atterrissage                                                                         |
| Michelin                                 | Pneumatiques pour les trains d’atterrissage                                                  |
| Souriau                                  | Connecteurs circulaires, environ 2 500 par avion                                             |
| Thales                                   | Système de conversion électrique et affichage de secours (poste de pilotage)                 |
| Zodiac                                   | Toboggans d’évacuation, systèmes de gestion de l’eau et des déchets, Système Oxygène Pilotes |
| Kawasaki Heavy Industries                | Caisson central.                                                                             |
| Fuji Heavy Industries                    | Fabrication de la structure renforcée dans la moitié inférieure du fuselage central          |
| Mitsubishi Heavy Industries              | Construction des ailes                                                                       |
| Alenia Aeronautica                       | Construction du stabilisateur horizontal (envergure 19,50 m) et du haut du fuselage central  |
| Vought                                   | Fuselage arrière de l’appareil                                                               |
| Saab                                     | Portes cargos et d'accès                                                                     |
| SMAC                                     | Protection acoustique de la cabine de l'avion                                                |
| CTT Systems                              | Systèmes de régulation de l'humidité en cabine                                               |

Le tableau montre que les équipementiers français ont été nombreux à être sélectionnés par Boeing pour réaliser cet avion. C'est en grande partie dû au fait qu'ils ont d'abord été fournisseurs d'Airbus depuis des décennies et donc associés de près aux nombreuses innovations réalisées par l'avionneur européen, et qu'ils ont su relever les défis énumérés par le directeur des achats de Boeing dans les années 1980.
C'est aussi probablement une conséquence de la nomination d'Yves Galland, ancien ministre (notamment de l'Industrie, et délégué aux Finances et au Commerce extérieur, de 1995 à 1997), puis président de Boeing France, en mai 2003.

## Incidents et accidents
Dans les mois suivant sa mise en service, le Boeing 787 a connu plusieurs incidents. Au 23 juillet 2013, on en dénombrait quatorze.  Plusieurs concernaient une surchauffe de batteries, ayant entraîné l'arrêt de tous les vols de l'avion pendant plusieurs mois. L'appareil n'a cependant subi aucun accident entraînant la mort des passagers à bord jusqu’au 12 juin 2025
- Le 7 janvier 2013, la batterie d'un appareil de la compagnie Japan Airlines s'était embrasée après son atterrissage à Boston[42].

Dans la même semaine, la compagnie All Nippon Airways annonce qu'un 787 se pose d'urgence à Matsuyama, à la suite de l'apparition d'une fissure sur le pare-brise du cockpit. Une fuite de carburant est également observée par la même compagnie sur un autre 787 à Miyazaki.
- Le 11 janvier 2013, l'administration de l'aviation civile des États-Unis, la FAA, ordonne une inspection détaillée de l'ensemble des systèmes critiques de l'appareil[43].

- Le 16 janvier 2013, les deux principaux clients du Dreamliner All Nippon Airways et Japan Airlines clouent au sol leurs B787 à la suite d'un atterrissage d'urgence durant la nuit[44]. Les États-Unis, l'Inde et le Chili interdisent aussi les vols, les vols sont interdits partout dans le monde le jour même[45],[46],[47].

- Le 21 janvier 2013, les lignes de production des batteries LiCo (lithium-cobalt) du 787, fabriquées par GS Yuasa, sont contrôlées à la suite de problèmes de surchauffe ayant provoqué l’arrêt des 787 en circulation[48].

- Le 19 avril 2013, après plusieurs essais en vol sur les nouvelles modifications apportées à leurs batteries Litihium-ion, la FAA a approuvé les modifications apportées aux batteries des 787 Dreamliner de l'avionneur Boeing après plusieurs tests en vol[réf. nécessaire].

- Le 12 juillet 2013, un appareil de la compagnie Ethiopian Airlines prend feu sur une piste de l'aéroport d'Heathrow[49]. Le même jour un autre incident se produit en vol sur un 787 à destination de la Floride, le forçant à rebrousser chemin et à se poser à Manchester[50].

- Le 26 juillet 2013, le four servant à la préparation des repas d'un appareil de la compagnie Air India surchauffe lors d'un vol intérieur et dégage un important nuage de fumée à l'intérieur de la cabine passager. Une enquête est demandée par l'aviation civile indienne. Le même jour, la compagnie All Nippon Airways annonce avoir détecté des câbles de batterie endommagés sur les balises de secours de deux appareils, pouvant entraîner la mise hors service de ces balises[51].

- Le 7 septembre 2013, un des « Dreamliner » de la compagnie aérienne à bas coûts Norwegian Air Shuttle, qui devait relier Oslo à Bangkok, a subi un problème d'alimentation électrique. Les passagers ont dû être transférés, après avoir attendu plus de vingt-quatre heures, vers un autre appareil affrété à Stockholm[52].

- Le 10 octobre 2013, un appareil de la compagnie Japan Airlines effectuant un vol entre Moscou et Tokyo a dû rebrousser chemin à la suite d'une défaillance électrique à bord de l'appareil, ayant pour conséquence la mise hors service de l'ensemble des toilettes à bord, ainsi que l'alimentation électrique des fours pour les repas à bord[53].

- Le 16 octobre 2013, après son atterrissage à Bangalore en Inde, l'équipage d'un appareil de la compagnie Air India a constaté qu'une plaque de fuselage de 2,5 × 1,2 m s'était détachée sous la carlingue de l'appareil[54].

- Le 4 novembre 2013, un 787 d'Air India est contraint à un atterrissage prioritaire en raison d'un voyant signifiant un problème dans le système de freinage. Il y avait 184 passagers à bord de l'avion.

- Le 5 novembre 2013, un 787 de la compagnie LOT Polish Airlines est cloué au sol à l'aéroport de Bangkok (BKK), Thaïlande à la suite d'un problème d'alimentation électrique[55].

- Le 25 novembre 2013, l'avionneur américain demande aux compagnies aériennes utilisant le 787 d'éviter de s'approcher à moins de 93 km des nuages d'orage susceptibles de contenir des cristaux de glace, par suite de l'enregistrement de six cas de givrage moteurs entre avril et novembre, entraînant une perte de puissance des moteurs. À la suite de ce communiqué, la compagnie Japan Airlines annonce qu'elle retire ses 787 des lignes Tokyo-Sydney, Tokyo-Singapour et Tokyo-New Delhi[56].

- Le 14 janvier 2014, un appareil de la compagnie Japan Airlines est contraint d'annuler son vol à destination de Bangkok à la suite de la découverte d'un dégagement de fumée provenant d'une des batteries lors du contrôle avant embarquement à l'aéroport de Tokyo-Narita[57].
- Le 6 février 2014, un appareil de la compagnie Air India s'est vu dans l'obligation d'interrompre son vol à la suite d'une défaillance logicielle[58].
- Le 9 mars 2014, un appareil de la Japan Airlines effectuant la liaison Tokyo - San Francisco s'est posé en urgence à Honolulu, en raison d'une fuite d'huile de l'un des moteurs[59].
- Le 4 août 2014, un avion de la compagnie norvégienne Norwegian effectuant la liaison Stockholm - Los Angeles a dû interrompre sa phase de montée et faire demi-tour à la suite du déclenchement d'une alarme sur les volets[60].
- En octobre 2015, un avion de la compagnie Ethiopian Airlines immatriculé ET-ARF, vol ET500, est contraint de faire demi-tour après son escale à Dublin. Les pilotes ont été alertés d'un problème technique sur l'un des deux réacteurs de l'appareil. L'appareil s'est posé sans souci à l'aéroport international de Dublin vers 8 h 35, heure locale[61],[62].
- Le 25 mars 2017, un Boeing 787-8 d'Air Canada effectuant la liaison Montréal-Shanghai a dû se poser d'urgence après une défaillance d'un moteur.
- Le 5 décembre 2017, le vol NZ99 de la compagnie Air New Zealand effectuant la liaison Auckland - Tokyo a dû rebrousser chemin 20 minutes après le décollage, à la suite d'un bruit audible par les passagers. L'atterrissage s'est déroulé normalement sans que les mesures d'urgences, déjà prêtes à intervenir, n'aient à le faire[63].
- Le 25 mars 2019, un Boeing 787-9 Dreamliner opérant le vol United Airlines 99 qui reliait Melbourne à Los Angeles a dû faire un atterrissage d'urgence après l'apparition de fumées dans le cockpit, selon La Dépêche[64].
- Le 20 juillet 2020, un Dreamliner de la compagnie United Airlines effectuant un vol de l'aéroport international Liberty de Newark à l'aéroport Paris Charles de Gaulle ne fait pas son approche sur la piste demandée et doit repartir pour retenter son atterrissage et ainsi échappe à une collision avec un Airbus A320[65].
- Le 19 août 2024, 737 appareils vont être inspectés après qu'un 787 a piqué brusquement 5 mois plus tôt (11 mars), blessant 50 passagers. La FAA explique que cette descente rapide est due à un mouvement non intentionnel et non maîtrisé du siège du pilote[66],[67].
- Le 12 juin 2025, un Boeing 787 d'Air India opérant le vol AI 171 à destination de Londres s'écrase peu après son décollage de l'aéroport d'Ahmedabad avec 230 passagers et 12 membres d'équipage à bord[68].

## Dans la culture
L'avion a été montré au cinéma avant sa certification dans le film The Ghost Writer. Représenté en images de synthèse, l'appareil virtuel était aux couleurs de la compagnie Virgin Atlantic.

## Avions conservés
Les 3 premiers prototypes sont conservés :
| MSN   | Version | Numéro de série | Année de construction | Premier vol      | Retrait           | Usine d'assemblage              | Dernière immatriculation | Dernier opérateur | Propriétaire et lieu de préservation                    |
| ----- | ------- | --------------- | --------------------- | ---------------- | ----------------- | ------------------------------- | ------------------------ | ----------------- | ------------------------------------------------------- |
| 40960 | 787-8   | 1               | 2007                  | 15 décembre 2009 | 1er décembre 2011 | Boeing Field, Everett (Seattle) | N787BA                   | Boeing            | Conservé au Museum of Flight à Seattle, Washington.     |
| 40961 | 787-8   | 2               | 2009                  | 30 juin 2009     | 7 février 2012    | Boeing Field, Everett (Seattle) | N787EX                   | Boeing            | Conservé au Pima Air and Space Museum à Tucson, Arizona |
| 40962 | 787-8   | 3               | 2010                  | 14 mars 2010     | 8 novembre 2014   | Boeing Field, Everett (Seattle) | N787BX                   | Boeing            | Conservé au Museum of Flight à Seattle, Washington.     |

## Accident mortel
Le vol Air India 171 est un vol régulier reliant Ahmedabad à Londres-Gatwick. Le 12 juin 2025, le Boeing 787-8 qui assure la rotation s’écrase quelques secondes  après son décollage .
Déroulement
L’appareil décolle à 13 h 38 IST (08 h 08 UTC). Selon les premières données ADS-B, il subit une perte brutale d’altitude moins d’une minute plus tard, puis disparaît des radars. Il percute plusieurs bâtiments d’un campus médical dans le quartier densément peuplé de Meghani Nagar, provoquant un incendie majeur .
Bilan humain
Sur les 248 personnes à bord, un seul survivant – un homme installé au siège 11A – est extrait vivant de la carlingue. Les autorités confirment 247 décès (240 occupants et 7 membres d’équipage) ainsi que plusieurs blessés au sol .
Appareil et équipage
Le ‘‘Dreamliner’’ immatriculé VT-ANB, livré neuf à Air India en 2017, totalisait près de 41 000 h de vol. L’équipage comprenait un commandant de bord de 12 000 h, dont 4 200 sur 787 .
Enquête
L’Aircraft Accident Investigation Bureau (AAIB) de l’Inde dirige l’enquête, assisté par la NTSB et la FAA américaines, ainsi que par Boeing . Les enregistreurs de vol (FDR et CVR) ont été récupérés le jour même et envoyés à Delhi pour analyse.
Réactions
- Le Premier ministre Narendra Modi qualifie la catastrophe de « tragédie inimaginable ».
- Air India met en place une cellule d’assistance aux familles et suspend la ligne AI 171 jusqu’à nouvel ordre.
- Le gouvernement britannique offre un soutien logistique aux proches des passagers étrangers[73].